# Relazioni internazionali della Georgia
La posizione della Georgia, incastonata tra il Mar Nero, la Russia e la Turchia, la rende strategicamente importante. Si sta sviluppando come la porta dal Mar Nero al Caucaso e alla più vasta regione del Caspio, ma funge anche da cuscinetto tra Russia e Turchia. La Georgia ha una relazione lunga e tumultuosa con la Russia, ma si sta avvicinando agli altri vicini e guarda all'Occidente in cerca di alternative e opportunità. Ha firmato un accordo di partenariato e cooperazione con l'Unione europea, partecipa al Partenariato per la pace e incoraggia gli investimenti stranieri. Francia, Germania, Italia, Corea del Sud, Regno Unito e Stati Uniti hanno le proprie ambasciate a Tbilisi. La Georgia nel 2004-2008 ha cercato di diventare un membro della NATO, ma non ha avuto successo di fronte alla forte opposizione russa.
La Georgia è un membro delle Nazioni Unite, del Consiglio d'Europa e dell'OSCE. A causa della sua posizione strategica, la Georgia si trova nella sfera di influenza sia russa che americana tuttavia il rapporto della Georgia con la Russia è al suo punto più basso dal 1921 a causa delle controversie riguardanti lo spionaggio e la guerra dell'Ossezia del Sud del 2008. Di conseguenza, la Georgia ha interrotto le relazioni diplomatiche con la Russia e ha lasciato la Comunità degli Stati indipendenti.

## Relazioni per paese

### Africa
| Stato              | Inizio delle relazioni formali | Note |
| ------------------ | ------------------------------ | --- |
| Algeria            | 27 maggio 1993                 | - Entrambi i paesi hanno stabilito relazioni diplomatiche il 27 maggio 1993. - L'Algeria è rappresentata in Georgia attraverso la sua ambasciata ad Ankara, in Turchia. - La Georgia è rappresentata in Algeria attraverso la sua ambasciata a Madrid, in Spagna. |
| Angola             | 10 marzo 1997                  | |
| Botswana           | 15 gennaio 2010                | |
| Burkina Faso       | 10 ottobre 2012                | Entrambi i paesi hanno stabilito relazioni diplomatiche il 10 ottobre 2012. |
| Burundi            | 21 marzo 1993                  | Entrambi i paesi hanno stabilito relazioni diplomatiche il 21 marzo 1993. |
| Camerun            | 26 settembre 2013              | |
| Capo Verde         | 22 gennaio 2010                | Entrambi i paesi hanno stabilito relazioni diplomatiche il 22 gennaio 2010. |
| Rep. Centrafricana | 22 dicembre 2010               | |
| Comore             | 26 marzo 2010                  | |
| Rep. del Congo     | 3 marzo 2011                   | |
| RD del Congo       | 14 gennaio 2011                | |
| Egitto             | 11 maggio 1992                 | - L'Egitto è rappresentato in Georgia attraverso la sua ambasciata a Yerevan (Armenia). - La Georgia ha un'ambasciata al Cairo. - Ministero degli Affari Esteri georgiano sui rapporti con l'Egitto - Il ministro degli esteri georgiano visita l'Egitto          |
| Gibuti             | 22 novembre 2000               | Entrambi i paesi hanno stabilito relazioni diplomatiche il 22 novembre 2000. |
| Guinea Equatoriale | 23 giugno 2010                 | |
| Eritrea            | 24 febbraio 2012               | |
| eSwatini           |                                | |
| Etiopia            |                                | |
| Gabon              | 19 settembre 2011              | |
| Gambia             | 21 aprile 2010                 | |
| Ghana              |                                | |
| Guinea-Bissau      | 9 marzo 2011                   | |
| Kenya              | 2 luglio 2010                  | |
| Lesotho            | 23 settembre 2013              | Entrambi i paesi hanno stabilito relazioni diplomatiche il 23 settembre 2013. |
| Liberia            | 4 marzo 2010                   | |
| Madagascar         |                                | |
| Malawi             | 19 settembre 2011              | Entrambi i paesi hanno stabilito relazioni diplomatiche il 19 settembre 2011. |
| Mali               | 9 maggio 2012                  | |
| Mauritania         | 16 giugno 2011                 | Entrambi i paesi hanno stabilito relazioni diplomatiche il 16 giugno 2011. |
| Mauritius          | 5 marzo 2011                   | |
| Namibia            | 5 novembre 2015                | |
| Niger              | 30 maggio 2012                 | |
| Nigeria            |                                | |
| Ruanda             | 23 marzo 2011                  | |
| Senegal            |                                | |
| Seychelles         | 15 marzo 2013                  | Entrambi i paesi hanno stabilito relazioni diplomatiche il 15 marzo 2013. |
| Sierra Leone       | 7 aprile 1997                  | Entrambi i paesi hanno stabilito relazioni diplomatiche il 7 aprile 1997. |
| Somalia            | 26 febbraio 2011               | |
| Sudafrica          |                                | - Il Sudafrica è rappresentato in Georgia attraverso la sua ambasciata a Kiev (Ucraina). - Ministero degli Affari Esteri georgiano sulle relazioni con il Sudafrica - Dipartimento degli Affari Esteri sudafricano sulle relazioni con la Georgia                 |
| Sudan del Sud      | 15 giugno 2012                 | |
| Sudan              |                                | |
| Tanzania           |                                | |
| Togo               | 27 maggio 2014                 | Entrambi i paesi hanno stabilito relazioni diplomatiche il 27 maggio 2014. |
| Tunisia            |                                | |
| Uganda             | 9 dicembre 2010                | Entrambi i paesi hanno stabilito relazioni diplomatiche il 9 dicembre 2010. |
| Zambia             | 14 ottobre 1993                | Entrambi i paesi hanno stabilito relazioni diplomatiche il 14 ottobre 1993. |
| Zimbabwe           | 24 luglio 1992                 | Entrambi i paesi hanno stabilito relazioni diplomatiche il 24 luglio 1992. |

### America
| Stato                     | Inizio delle relazioni formali       | Note |
| ------------------------- | ------------------------------------ | --- |
| Antigua e Barbuda         | 7 aprile 2011                        | Antigua e Barbuda e la Georgia hanno stabilito relazioni diplomatiche l'11 aprile 2011 e hanno firmato un protocollo congiunto. |
| Argentina                 |                                      | - L'Argentina è accreditata presso la Georgia dalla sua ambasciata ad Ankara, in Turchia. - La Georgia ha un'ambasciata a Buenos Aires. |
| Bahamas                   | 13 maggio 2011                       | |
| Barbados                  |                                      | |
| Belize                    | 1º ottobre 2015                      | Entrambi i paesi hanno stabilito relazioni diplomatiche il 1º ottobre 2015. |
| Bolivia                   |                                      | |
| Brasile                   | Aprile 1993                          | - Il Brasile ha un'ambasciata a Tbilisi. - La Georgia ha un'ambasciata a Brasilia. |
| Canada                    | 23 luglio 1992                       | - Il Canada è accreditato presso la Georgia dalla sua ambasciata ad Ankara, in Turchia. - La Georgia ha un'ambasciata a Ottawa. |
| Cile                      |                                      | |
| Colombia                  |                                      | |
| Costa Rica                |                                      | |
| Cuba                      | 18 aprile 1992                       | - Cuba è accreditata presso la Georgia dalla sua ambasciata a Baku, Azerbaigian. - La Georgia ha un'ambasciata a L'Avana. |
| Dominica                  | 16 dicembre 2010                     | |
| Rep. Dominicana           | 22 gennaio 2010                      | |
| Ecuador                   |                                      | |
| El Salvador               |                                      | |
| Grenada                   | 23 novembre 2011                     | |
| Guatemala                 | 27 aprile 2010                       | |
| Guyana                    | 23 aprile 2012                       | |
| Haiti                     | 16 dicembre 2011                     | |
| Honduras                  | 9 marzo 2011                         | |
| Giamaica                  |                                      | |
| Messico                   | 8 giugno 1992                        | - La Georgia ha un'ambasciata a Città del Messico. - Il Messico è accreditato in Georgia dalla sua ambasciata ad Ankara, in Turchia e ha un consolato onorario a Tbilisi. |
| Nicaragua                 | 14 settembre 1994 — 28 novembre 2008 | Le relazioni diplomatiche nicaraguensi-georgiane sono state stabilite il 19 settembre 1994 e sono terminate il 29 novembre 2008. Il ministero degli Esteri georgiano ha affermato di aver tagliato i rapporti diplomatici con il Nicaragua in risposta al riconoscimento da parte di quest'ultimo dell'indipendenza delle repubbliche separatiste Ossezia del Sud e Abkhazia. |
| Panama                    | 18 novembre 1998                     | Entrambi i paesi hanno stabilito relazioni diplomatiche il 18 novembre 1998. |
| Paraguay                  | 9 marzo 2010                         | |
| Perù                      | 14 gennaio 2010                      | |
| Saint Kitts e Nevis       | 26 ottobre 2011                      | |
| Saint Lucia               | Febbraio 2010                        | |
| Saint Vincent e Grenadine | 22 giugno 2010                       | |
| Suriname                  | 28 maggio 2011                       | |
| Trinidad e Tobago         |                                      | La Georgia è rappresentata a Trinidad e Tobago dalla sua ambasciata a Brasilia. |
| Stati Uniti               | 23 aprile 1992                       | Il 9 gennaio 2009, il Segretario di Stato americano Condoleezza Rice e il Ministro degli Esteri georgiano Grigol Vashadze hanno firmato una Carta sul partenariato strategico, un documento non vincolante che delinea aree di cooperazione e ribadisce il sostegno degli Stati Uniti all'integrità territoriale della Georgia e all'appartenenza della Georgia alla NATO.    |
| Uruguay                   |                                      | |
| Venezuela                 |                                      | |

### Asia
| Stato               | Inizio delle relazioni formali | Note |
| ------------------- | ------------------------------ | --- |
| Afghanistan         |                                | |
| Armenia             | 17 luglio 1992                 | Vedi Relazioni bilaterali tra Armenia e Georgia - Ci sono quasi 250.000 armeni in Georgia, tra cui 115.000 che vivono nel Samtskhe-Javakheti e 83.000 a Tbilisi. La minoranza georgiana in Armenia è meno consistente. - Armenia e Georgia hanno una lunga storia di relazioni culturali e politiche. L'interazione raggiunse il culmine nel Medioevo quando entrambe le nazioni si impegnarono in un prolifico dialogo culturale e si allearono contro i vicini imperi musulmani. Erano frequenti imatrimoni misti armeno-georgiani, la famiglia reale e quella nobile di entrambe le etnie si mescolavano in diverse aree di confine. - L'Armenia ha un'ambasciata a Tbilisi. e consolato generale a Batumi. - La Georgia ha un'ambasciata a Yerevan. - Entrambi i paesi sono membri a pieno titolo dell'Assemblea parlamentare Euronest e del partenariato orientale dell'UE. |
| Azerbaigian         | 18 novembre 1992               | Vedi Relazioni bilaterali tra Azerbaigian e Georgia - Ci sono 284.761 azeri in Georgia. Sono la più grande minoranza della Georgia e comprendono il 6,5% della popolazione della Georgia principalmente a Kvemo Kartli, Kakheti, Shida Kartli e Mtskheta-Mtianeti. C'è anche una grande comunità azera nella capitale Tbilisi. La minoranza georgiana in Azerbaigian è meno consistente. Sono conosciuti come Ingiloy e sono concentrati principalmente nell'Azerbaigian nordoccidentale. - L'Azerbaigian ha un'ambasciata a Tbilisi e un consolato generale a Batumi. - La Georgia ha un'ambasciata a Baku e un consolato generale a Ganja. - Entrambi i paesi sono membri a pieno titolo del Consiglio d'Europa, dell'Organizzazione per la sicurezza e la cooperazione in Europa (OSCE) e dell'Organizzazione della cooperazione economica del Mar Nero (BSEC).               |
| Bahrein             |                                | |
| Bhutan              |                                | |
| Brunei              | 1º marzo 2010                  | |
| Cina                | 9 giugno 1992                  | - La Cina ha riconosciuto l'indipendenza della Georgia il 27 dicembre 1991. - La Cina ha un'ambasciata a Tbilisi. - La Georgia ha un'ambasciata a Pechino. - Ministero degli Affari Esteri cinese sui rapporti con la Georgia - Ministero degli Affari Esteri georgiano sui rapporti con la Cina |
| Timor Est           |                                | La Georgia è rappresentata a Timor dalla sua ambasciata a Giacarta. |
| Hong Kong           |                                | |
| India               | 28 settembre 1992              | - La Georgia ha un consolato onorario a Nuova Delhi. - India è rappresentata in Georgia attraverso la sua ambasciata a Yerevan (Armenia) e un consolato onorario a Tbilisi. - Ministero degli Affari Esteri georgiano sulle relazioni con l'India |
| Indonesia           |                                | |
| Iran                | 15 maggio 1992                 | - L'Iran e la Georgia hanno lunghe relazioni storiche da migliaia di anni. |
| Iraq                |                                | |
| Israele             | 1º giugno 1992                 | - La Georgia ha un'ambasciata a Tel Aviv. - Israele ha un'ambasciata a Tbilisi. - Ci sono 13.000 ebrei georgiani che vivono in Georgia. |
| Giappone            | 3 agosto 1992                  | - Dal novembre 2006, la Georgia ha mantenuto un'ambasciata a Tokyo. - Il Giappone ha un'ambasciata a Tbilisi. Ministero degli Affari Esteri georgiano sulle relazioni con il Giappone - Ministero degli Affari Esteri giapponese sui rapporti con la Georgia |
| Giordania           |                                | |
| Kazakistan          | 24 luglio 1992                 | - La Georgia ha un'ambasciata a Nur-Sultan e un consolato onorario ad Almaty. - Il Kazakistan ha un'ambasciata a Tbilisi. - Entrambi i paesi sono membri a pieno titolo dell'Organizzazione per la sicurezza e la cooperazione in Europa. - Ministero degli Affari Esteri georgiano sui rapporti con il Kazakistan - Ministero degli Affari Esteri kazako sui rapporti con la Georgia |
| Kuwait              |                                | |
| Kirghizistan        |                                | - La Georgia è rappresentata in Kirghizistan dalla sua ambasciata a Nur-Sultan - Il Kirghizistan è rappresentato in Georgia dalla sua ambasciata a Baku. - Entrambi i paesi sono membri a pieno titolo dell'Organizzazione per la sicurezza e la cooperazione in Europa. |
| Laos                |                                | |
| Libano              |                                | |
| Malaysia            | 7 maggio 1993                  | - La Georgia è rappresentata in Malesia attraverso la sua ambasciata a Pechino (Cina). - La Malesia è rappresentata in Georgia attraverso la sua ambasciata a Kiev, (Ucraina). - Ministero degli Affari Esteri georgiano sulle relazioni con la Malaysia |
| Maldive             | Marzo 2010                     | |
| Birmania            |                                | |
| Nepal               |                                | - La Georgia ha un consolato a Katmandu. |
| Corea del Nord      | 11 marzo 1994                  | |
| Oman                |                                | |
| Pakistan            | 12 maggio 1992                 | |
| Palestina           | 25 aprile 1992                 | |
| Filippine           |                                | |
| Qatar               |                                | |
| Arabia Saudita      | 27 maggio 1994                 | |
| Corea del Sud       | 14 dicembre 1992               | L'istituzione di relazioni diplomatiche tra la Repubblica di Corea e la Georgia è iniziata il 14 dicembre 1992. - Ambasciata georgiana a Seoul. - Ambasciata coreana a Tbilisi. - Commercio bilareale nel 2014 - Esportazionu di 143 milioni di dollari - Importazioni 19 milioni di dollari - Il numero dei sudcoreani che vivevano in Georgia nel 2014 era di circa 50. - Ministero degli Affari Esteri georgiano sulle relazioni con la Repubblica di Corea Archiviato il 17 novembre 2020 in Internet Archive. |
| Sri Lanka           |                                | |
| Siria               | 18 maggio 1993 — 5 giugno 2018 | La Georgia ha avviato la procedura di chiusura delle relazioni diplomatiche con la Siria a causa del riconoscimento da parte di Damasco dell'Abkhazia e dell'Ossezia del Sud. |
| Taiwan              | nessuno                        | I passaporti della Repubblica di Cina non sono validi per l'ingresso in Georgia, mentre il Ministero degli affari esteri taiwanese ha dichiarato la Georgia come un "paese non amico" di Taiwan. |
| Tagikistan          |                                | - La Georgia è rappresentata in Tagikistan dalla sua ambasciata in Tashkent. - Il Tagikistan è rappresentato in Georgia dalla sua ambasciata a Baku - Entrambi i paesi sono membri a pieno titolo dell'Organizzazione per la sicurezza e la cooperazione in Europa. |
| Thailandia          |                                | |
| Turchia             | 21 maggio 1992                 | Vedi Relazioni bilaterali tra Georgia e Turchia - La Georgia ha un'ambasciata ad Ankara e due consolati generali a Istanbul e Trebisonda. - La Turchia ha un'ambasciata a Tbilisi. e un consolato generale a Batumi. - Entrambi i paesi sono membri a pieno titolo del Consiglio d'Europa, l'Organizzazione per la sicurezza e la cooperazione in Europa (OSCE), il Gruppo di lavoro di cooperazione navale del Mar Nero (BLACKSEAFOR), l'Organizzazione della cooperazione economica del Mar Nero (BSEC) e l'Organizzazione mondiale del commercio (OMC). Anche la Turchia è un membro della NATO mentre la Georgia è un candidato. - Ministero degli affari esteri turco sulle relazioni con la Georgia |
| Turkmenistan        |                                | |
| Emirati Arabi Uniti |                                | |
| Uzbekistan          |                                | |
| Vietnam             |                                | |
| Yemen               |                                | |

### Europa
| Stato                | Inizio delle relazioni formali    | Note |
| -------------------- | --------------------------------- | --- |
| Albania              | 8 luglio 1993                     | - L'Albania è rappresentata in Georgia tramite un ambasciatore non residente con sede ad Ankara, (Turchia). - La Georgia è rappresentata in Albania tramite un ambasciatore non residente con sede ad Ankara, (Turchia). |
| Andorra              |                                   | - Andorra non ha una sede accreditata in Georgia. - La Georgia è accreditata presso Andorra dalla sua ambasciata a Madrid, in Spagna. - Entrambi i paesi sono membri a pieno titolo del Consiglio d'Europa. |
| Austria              | 18 gennaio 1993                   | - L'Austria è rappresentata in Georgia tramite un ambasciatore non residente con sede a Vienna e tramite un consolato onorario a Tbilisi. - La Georgia ha un'ambasciata a Vienna e un consolato onorario a Graz. - Ministero degli Esteri austriaco: elenco dei trattati bilaterali con la Georgia (solo in tedesco) - Ministero degli Affari Esteri georgiano sulle relazioni con l'Austria - Entrambi i paesi sono membri a pieno titolo del Consiglio d'Europa. |
| Bielorussia          |                                   | - La Bielorussia ha un'ambasciata a Tbilisi. - La Georgia ha un'ambasciata a Minsk. |
| Belgio               |                                   | |
| Bosnia ed Erzegovina |                                   | |
| Bulgaria             | 5 giugno 1992                     | - La Bulgaria ha riconosciuto l'indipendenza della Georgia il 15 gennaio 1992. - La Bulgaria ha un'ambasciata a Tbilisi. - La Georgia ha un'ambasciata a Sofia. - Ministero degli Affari Esteri georgiano sulle relazioni con la Bulgaria |
| Croazia              |                                   | |
| Cipro                | 9 luglio 1993                     | - Cipro è rappresentata in Georgia tramite un ambasciatore non residente con sede ad Atene (Grecia). - La Georgia ha un'ambasciata a Nicosia. |
| Rep. Ceca            | 1º gennaio 1993                   | |
| Danimarca            | 1º luglio 1992                    | |
| Estonia              | 16 giugno 1992                    | |
| Finlandia            | 8 luglio 1992                     | |
| Francia              | 21 agosto 1992                    | - La Francia ha un'ambasciata a Tbilisi. - La Georgia ha un'ambasciata a Parigi. - Entrambi i paesi sono membri a pieno titolo del Consiglio d'Europa. |
| Germania             | 13 aprile 1992                    | - La Germania ha riconosciuto l'indipendenza della Georgia il 22 marzo 1992. - La Georgia ha un'ambasciata a Berlino. - La Germania ha un'ambasciata a Tbilisi. - Ministero degli Affari Esteri georgiano sulle relazioni con la Germania - Ufficio federale degli affari esteri tedesco sulle relazioni con la Georgia |
| Grecia               | 20 aprile 1992                    | - La Georgia ha un'ambasciata ad Atene. - La Grecia ha un'ambasciata a Tbilisi. - Ministero degli Affari Esteri della Georgia sui rapporti con la Grecia - Ministero degli Affari Esteri greco sui rapporti con la Georgia Archiviato il 24 settembre 2020 in Internet Archive. |
| Islanda              | 21 settembre 1992                 | Entrambi i paesi hanno stabilito relazioni diplomatiche il 21 settembre 1992. |
| Irlanda              |                                   | |
| Italia               | 11 maggio 1992                    | Vedi Relazioni bilaterali tra Italia e Georgia - La Georgia ha un'ambasciata a Roma. - L'Italia ha un'ambasciata a Tbilisi. - Entrambi i paesi sono membri a pieno titolo del Consiglio d'Europa. |
| Lettonia             | 11 marzo 1993                     | - La Georgia ha un'ambasciata a Riga. - La Lettonia ha un'ambasciata e un consolato onorario a Tbilisi. - Ministero degli Affari Esteri georgiano sulle relazioni con la Lettonia - Ministero lettone degli affari esteri sulle relazioni con la Georgia |
| Liechtenstein        |                                   | |
| Lituania             | 16 settembre 1994                 | - La Georgia ha un'ambasciata a Vilnius. - La Lituania ha un'ambasciata a Tbilisi. - Ministero degli Affari Esteri georgiano sulle relazioni con la Lituania - Ministero degli affari esteri lituano: elenco dei trattati bilaterali con la Polonia (solo in lituano) Archiviato il 16 febbraio 2012 in Internet Archive. |
| Lussemburgo          |                                   | |
| Macedonia del Nord   | 16 febbraio 2019                  | - La Georgia e la Macedonia del Nord hanno stabilito relazioni diplomatiche il 16 febbraio 2019. |
| Malta                | 1º febbraio 1993                  | |
| Moldavia             | 25 giugno 1992                    | - La Georgia è rappresentata in Moldaviaattraverso la sua ambasciata a Bucarest (Romania). - La Moldova è rappresentata in Georgia attraverso la sua ambasciata a Baku (Azerbaigian). - Ministero degli Affari Esteri georgiano sulle relazioni con la Moldova |
| Monaco               |                                   | |
| Montenegro           |                                   | |
| Norvegia             |                                   | |
| Paesi Bassi          | 22 aprile 1992                    | - L'Ambasciata della Georgia presso il Regno dei Paesi Bassi è stata aperta all'Aia nel 2007. - I Paesi Bassi hanno un'ambasciata a Tbilisi dal 2001. - Entrambi i paesi sono membri a pieno titolo del Consiglio d'Europa. |
| Polonia              | 28 aprile 1992                    | - La Georgia ha un'ambasciata a Varsavia. - La Polonia ha un'ambasciata a Tbilisi. |
| Portogallo           |                                   | |
| Romania              | 25 giugno 1992                    | - La Georgia ha un'ambasciata a Bucarest e la Romania ha un'ambasciata a Tbilisi. - Entrambi i paesi sono membri a pieno titolo dell'Organizzazione per la cooperazione economica del Mar Nero, del Forum del Mar Nero per il partenariato e il dialogo e della Comunità di Scelta Democratica. - Ministero degli Affari Esteri georgiano sulle relazioni con la Romania |
| Russia               | 1º luglio 1992 — 2 settembre 2008 | Il 29 agosto 2008, all'indomani della guerra dell'Ossezia del Sud del 2008, il viceministro degli esteri georgiano Grigol Vashadze ha annunciato la rottura delle relazioni diplomatiche con la Russia. Ha anche affermato che i diplomatici russi devono lasciare la Georgia e che nessun diplomatico georgiano rimarrà in Russia, mentre saranno mantenute solo le relazioni consolari. Il portavoce del ministero degli Esteri russo Andrei Nesterenko ha affermato che la Russia si è rammaricata di questo passo.                                                                            |
| San Marino           |                                   | |
| Serbia               | 26 giugno 1995                    | - La Georgia è rappresentata in Serbia attraverso la sua ambasciata ad Atene (Grecia). - La Serbia è rappresentata in Georgia attraverso la sua ambasciata a Mosca (Russia). - La Georgia riconosce la Serbia sulla questione del Kosovo - La Serbia riconosce l'integrità territoriale della Georgia per quanto riguarda l'Ossezia meridionale e l'Abkhazia - Ministero degli Affari Esteri georgiano sulle relazioni con la Serbia |
| Slovacchia           |                                   | |
| Slovenia             | 13 gennaio 1993                   | |
| Spagna               |                                   | - La Georgia ha un'ambasciata a Madrid. - La Spagna è accreditata presso la Georgia dalla sua ambasciata ad Ankara, in Turchia. |
| Svezia               | 19 settembre 1992                 | - La Georgia ha un'ambasciata a Stoccolma. - La Svezia ha un'ambasciata a Tbilisi. - La Svezia non riconosce l'indipendenza di Abkhazia e Ossezia del Sud. Il 12 agosto 2008 durante la guerra ci sono state proteste vicino all'ambasciata russa a Stoccolma. Le proteste sono state tenute da un gruppo di georgiani e svedesi. |
| Svizzera             | 10 giugno 1992                    | - La Svizzera ha mantenuto un consolato a Tbilisi tra il 1883 e il 1922. - La Svizzera ha riconosciuto la Georgia come Stato indipendente il 23 dicembre 1991. - Nel 1996 la Svizzera ha aperto un ufficio di cooperazione a Tbilisi. Dal giugno 2001 la Svizzera ha un'ambasciata a Tbilisi. - Nel 1997, anche la Missione permanente della Georgia presso le organizzazioni internazionali a Ginevra è stata accreditata a Berna. - Ministero degli affari esteri georgiano sulle relazioni con la Svizzera - Dipartimento federale degli affari esteri svizzero sulle relazioni con la Georgia |
| Ucraina              | 22 luglio 1992                    | Le relazioni tra Georgia e Ucraina e tra il popolo georgiano e ucraino in particolare risalgono dal Medioevo. |
| Regno Unito          | 27 aprile 1992                    | - Il Regno Unito ha un'ambasciata a Tbilisi. - La Georgia ha un'ambasciata a Londra. - British Foreign and Commonwealth Office sulle relazioni con la Georgia - Ministero degli Affari Esteri georgiano sulle relazioni con il Regno Unito |
| Città del Vaticano   | 5 maggio 1992                     | - La Georgia ha un'ambasciata a Roma. - Il Vaticano ha una nunziatura apostolica a Tbilisi. |
| Ungheria             | 14 maggio 1992                    | - La Georgia ha un'ambasciata a Budapest. - L'Ungheria ha un'ambasciata e un consolato onorario a Tbilisi. - Ministero degli Affari Esteri georgiano sui rapporti con l'Ungheria |

### Oceania
| Stato              | Inizio delle relazioni formali                   | Note |
| ------------------ | ------------------------------------------------ | --- |
| Australia          | 16 luglio 1992                                   | - L'Australia è accreditata presso la Georgia dalla sua ambasciata ad Ankara, in Turchia. - La Georgia ha un'ambasciata a Canberra. |
| Figi               | 29 marzo 2010                                    | - Entrambi i paesi hanno stabilito relazioni diplomatiche il 29 marzo 2010. - Le Figi sono rappresentate in Georgia dalla sua ambasciata a Bruxelles, in Belgio . - La Georgia è rappresentata nelle Fiji dalla sua ambasciata a Canberra, in Australia . |
| Kiribati           | 28 settembre 2012                                | |
| Isole Marshall     | 18 febbraio 2010                                 | |
| Micronesia         | 12 agosto 2011                                   | |
| Nauru              |                                                  | |
| Nuova Zelanda      |                                                  | |
| Papua Nuova Guinea |                                                  | |
| Samoa              | 12 marzo 2010                                    | Entrambi i paesi hanno stabilito relazioni diplomatiche il 12 marzo 2010. |
| Isole Salomone     | 12 marzo 2011                                    | |
| Tuvalu             | 4 febbraio 2011 - 16 febbraio 2012 31 marzo 2014 | Il 16 febbraio 2012 la Georgia ha emesso un ordine presidenziale che pone fine alle relazioni diplomatiche con Tuvalu. Ciò arriva in risposta a una visita del primo ministro di Tuvalu, Willy Telavi, in Abkhazia e Ossezia meridionale nel settembre 2011, dove ha annunciato che la nazione del Pacifico riconoscerà i due stati. Tuttavia, il 31 marzo 2014 il primo ministro di Tuvalu, Enele Sopoaga, ha ritirato il riconoscimento dell'Abkhazia e dell'Ossezia del Sud, quando il ministro degli Esteri di Tuvalu, Taukelina Finikaso, ha firmato un accordo per stabilire relazioni diplomatiche con la Georgia. Il ministro degli Esteri di Tuvalu ha affermato che il suo paese sostiene l'integrità territoriale della Georgia nei suoi confini internazionali riconosciuti. |

Relazione internazionali della Georgia:
Rapporti diplomatici stabiliti

| Vanuatu            | 15 luglio 2013                                   | |

     Rapporti diplomatici stabiliti

## Panoramica
La Georgia ha stabilito relazioni con 185 paesi e l'Ordine di Malta.
Al 2021 la Georgia non ha ancora stabilito relazioni diplomatiche con:
- Venezuela, Nauru[139]
- Bhutan, Isole Cook, Niue, Tonga
- Repubblica Araba Saharawi Democratica e il resto degli stati con riconoscimento limitato.